# 미디어잡
미디어잡은 대한민국의 '매스컴분야 전문 취업포털'이다. 방송, 신문, 광고, 출판, 엔터테인먼트 등 매스컴 분야의 전반적인 채용정보를 제공하고 있으며, 취업준비를 위한 현업인 인터뷰, 교육정보 등도 제공하고 있다. 또한 한국언론인연합회, 한국언론재단, 한국산업인력공단, 커리어 등 매스컴분야의 주요 기관 및 산업체와의 제휴를 통해 채용정보를 제공하고 있다.

## 개요
1997년 5월 하이텔 PC통신을 통해 ‘방송/언론사 취업정보’를 제공하였고, 2000년 9월 인터넷 전문 취업포털 미디어잡으로 오픈되었다. 매스컴 분야 전문 취업포털로는 최초인 격이다.
진로가 뚜렷한 인재들과 이런 인재들을 선호하는 기업들을 위한 전문취업포털로 종합취업포털에 비해 상대적으로 비용이 저렴하고 검색 등 이용이 쉽다는 장점이 특색이다. 현재 방송, 신문, 광고, 엔터테인먼트, 출판 등 매스컴 분야의 전문 채용정보가 하루 평균 500여 건씩 등록되고 있고 있으며, 이 외에도 취업기자단을 운영해 현업인 인터뷰, 취업노하우TIP, 연봉정보, 교육정보 등 업계 취업에 필요한 다양한 정보를 제공하고 있다.
과학기술정보통신부, 한국데이터산업진흥원이 선정한 콘텐츠제공품질인증에 선정되기도 했다.

## 취업컨설팅
전문 취업컨설턴트 및 잡매니저가 배속되어 사업이 운영되고 있다. 취업컨설턴트 및 잡매니저를 통해 업계 구직자들의 취업컨설팅을 진행하며 구직상담, 이력서/자기소개서 첨삭, 취업매칭 등을 통해 취업지원 서비스를 진행하고 있다.
회원대상 특강, 취업컨설팅, 취업매칭서비스 등을 함께 제공하고, 미디어잡 취업기자단을 운영하여 현업인, 인사담당자 대상 인터뷰 기사를 제공한다.

## 취업특강
- 2012년 4월 - 연세대학교 100주년기념 '매스컴 채용동향 및 취업설명회'- 1,200여명의 구직자들이 참석[5]

- 2013년 12월 - KIPA디렉터스쿨과 주최한 '방송 PD 초청 리얼 특강'[6][7]

- 2016년 5월 - 미디어잡, 취업 특강 `홈쇼핑 취업을 부탁해` 개최[8][9]

- 2017년 3월 - 미디어잡, 미디어분야 '성공취업 특강'

- 2018년 2월 - 미디어잡, 2018년 시즌 1 '취중진담' 취업성공전략특강 개최[10]

- 2018년 8월 - 미디어잡, 2018년 시즌 2 엔터테인먼트 산업 취업특강 개최[11]

## 제휴 현황
미디어오늘, PD저널, 한국교육신문연합회, 한국언론인연합회, 뉴스에듀, 서울영상고, 동아방송예술대학 등 해당 분야의 협회, 특성화고, 대학, 기타 관련 분야 영리단체들과 제휴를 맺었다.
- 한국교육신문연합회[12]
- 한국언론인연합회[13]
- 뉴스에듀신문[14]
- 한국언론재단[15]
- 서울영상고[16]
- 강남영상미디어고
- 동서울대학교

## 방송사 취업난
국내 방송언론사 취업 경쟁은 어느 분야보다 치열하다. 소위 '언론고시'라는 용어가 생길 정도로 국내 주요 방송언론사 입사는 그야말로 고시 전쟁이다. PD, 아나운서, 기자 등 각 분야의 취업을 희망하는 취업준비생은 많지만 정작 기업에서는 소수의 정원 모집으로 채용을 진행하기 때문에 공급과 수요가 맞지 않기 때문이다. 또한 미디어잡에 올라온 공고들 대부분은 파견직, 계약직이기 때문에 좋은 일자리라고 보기가 힘들다.

## 같이 보기
- 한국언론재단
- PD저널
- 한국산업인력공단